# Австрия (фонтан)
Фонтан «Австрия» (нем. Austriabrunnen) расположен в историческом центре Вены на площади Фрайунг.

## История
В XIV веке на площади Фрайунг была возведена капелла Святых Филиппа и Якова, которая с первой осады Вены турками использовалась в качестве порохового склада. В 1648 году старое здание было снесено в ходе перестройки соседнего Шотландского монастыря. На месте снесенной капеллы остался холм (Bergl), сровненный в 1710 году.
В 1835 году на престол вступил император Фердинанд I, выделивший деньги на строительство нового водопровода в Вене, который в первую очередь должен был обеспечить предместьям Вены доступ к чистой воде. С другой стороны новый водопровод должен был прославить воссшедшего на престол императора. Бургомистр Игнац Чапка обратился к архитектору Паулю Шпренгеру (Paul Sprenger), но тот был занят другими проектами и порекомендовал Эдуарда ван дер Нюлля, чей проект не понравился бургомистру.
Чапке пришлось обратиться к мюнхенскому архитектору Людвигу Шванталеру. На тот момент в Вене уже работал неавстрийский архитектор Помпео Маркези, возводивший памятник императору Францу I, и бургомистр не хотел отдавать ещё один проект иностранцу. Мюнхенец Шванталер запросил низкую оплату в размере 3750 гульденов, что также вызвало недовольство австрийских архитекторов. Во избежание скандала приходилось постоянно напоминать, что семья Шванталеров родом из Рида-им-Иннкрайса, и таким образом Людвиг Шванталер является австрийцем.
В 1844 году Людвиг Шванталер предоставил план нового фонтана, а к 1846 году были изготовлены бронзовые статуи мюнхенским мастером Фердинандом фон Миллером. Из всех деталей фонтана только чаша из маутхаузенского гранита была произведена в Австрии, колонна из песчаника и бронзовые скульптуры были изготовлены в Мюнхене. Фонтан был готов в 1848 году.

## Описание

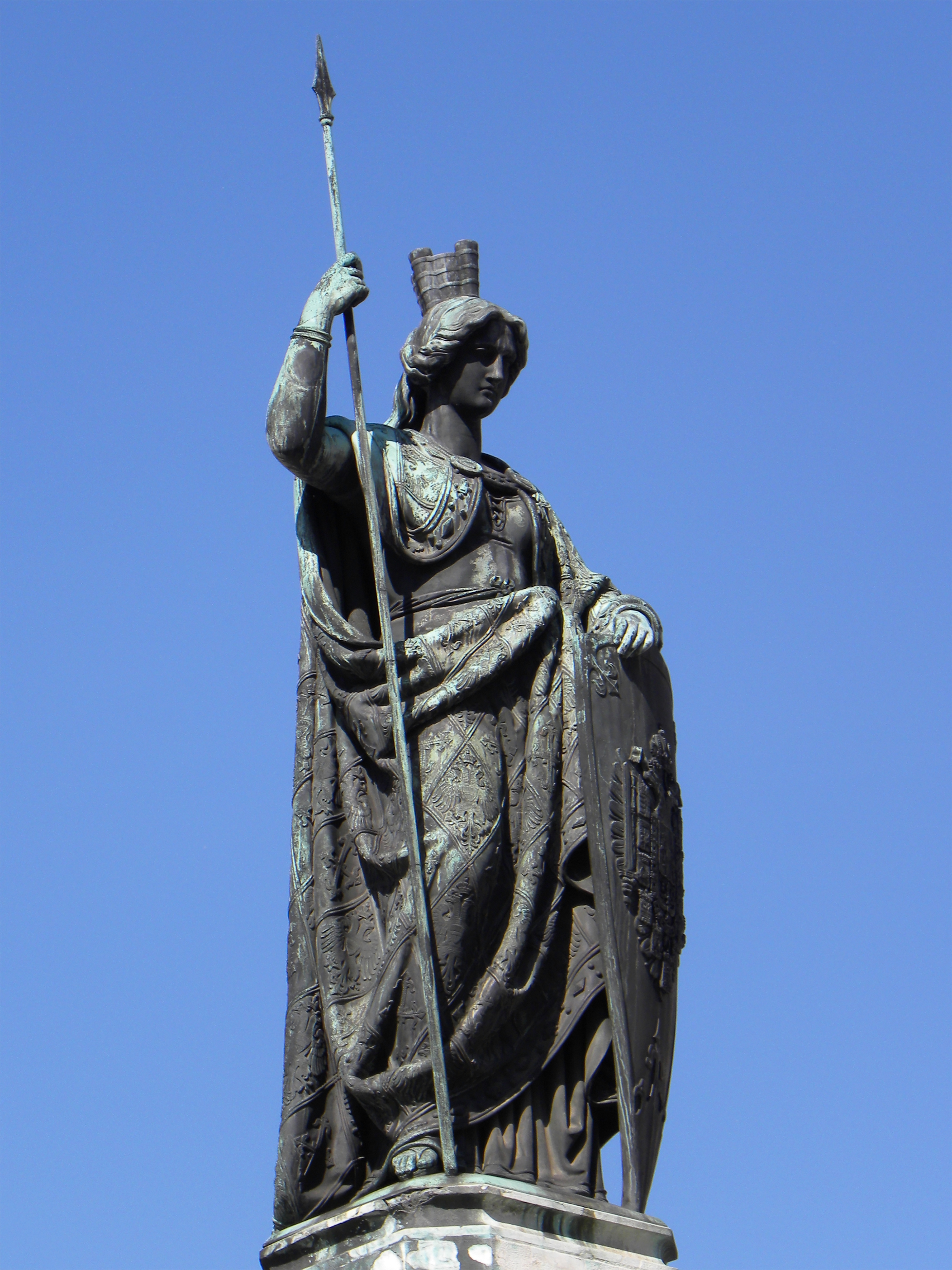
Фигура Австрии

Фонтан состоит из гранитной чаши, в центре которой расположена колонна из песчаника, и пяти скульптур. Чаша выполнена в форме четверолистника. Колонну венчает бронзовая статуя женщины — аллегории Австрии, у подножия колонны расположены четыре бронзовые скульптуры, символизирующие главные реки Австро-Венгрии. Шванталер писал, что, создавая фонтан, он обращался к эстетике не итальянского, а немецкого средневековья. Считается, что моделью для фигуры Австрии послужила Альма фон Гёте, внучка знаменитого поэта.

### Австрия
Над фонтаном возвышается аллегорическая фигура Австрии, представленная в виде молодой девушки, облачённой в королевскую мантию. Её волосы собраны, на голове красуется корона в виде городской стены. В правой руке Австрия держит копьё, левой — щит с имперским двуглавым орлом. Колонна, на которой стоит Австрия, украшена стилизованными дубовыми ветвями.

### Реки

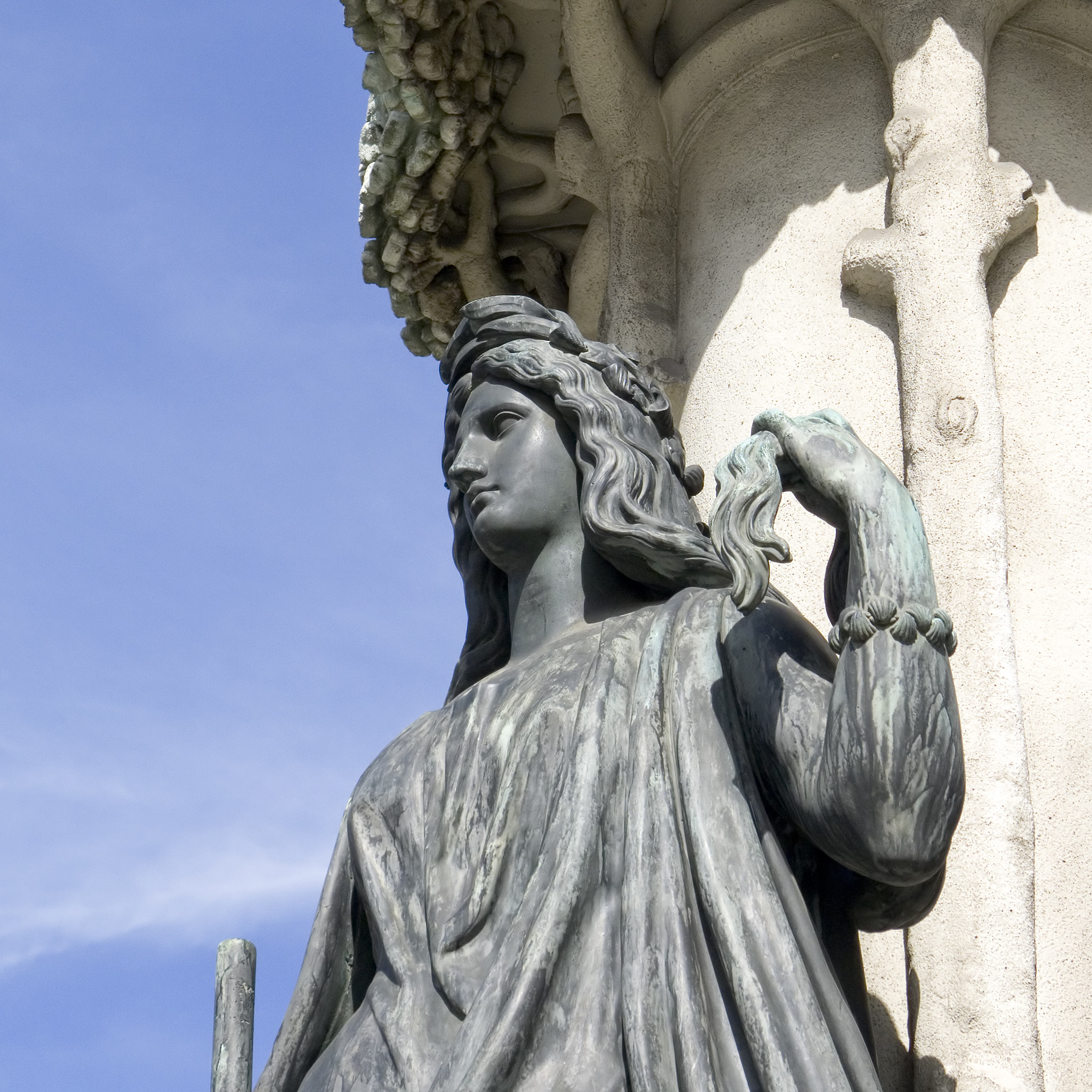
Фигура Дуная

Колонну окружают четыре фигуры, символизирующие основные реки Австро-Венгрии: Эльбу, Вислу, Дунай и По. Вопреки римской традиции изображать речных богов лежащими Шванталер расположил фигуры стоя. Кроме того, реки изображаются и подписываются, исходя из их немецкого, а не латинского названия. Таким образом, мужская фигура лат. Danubius (соответствующая грамматическому роду слова в латинском) стала женской нем. Donau. Все фигуры изображены с рулем или веслом, как признак судоходства этих рек.
Четыре реки фонтана впадают в разные моря, что символизируют четыре основные нации, входящие в габсбургскую империю: германцев, славян, венгров и итальянцев. Основная форма фонтана, четырёхлистный клевер, могла бы считаться символом удачи империи. Есть также альтернативная трактовка аллегорий. Фигуры снизу представляют собой четыре моря, омывающих империю Габсбургов со всех сторон света: Северное, Чёрное, Адриатическое и Балтийское.

### Легенда
Считается, что Шванталер перед отправкой статуи Австрии в Вену спрятал в её руке сигары и таким образом ввез их в Вену контрабандой. Считается, что болезнь помешала Шванталеру вынуть сигары из статуй перед установкой, а рабочие, не зная, замуровали контрабанду внутри фонтана. Во времени последней реставрации эта легенда была опровергнута.